# نقطة الذبول الدائم

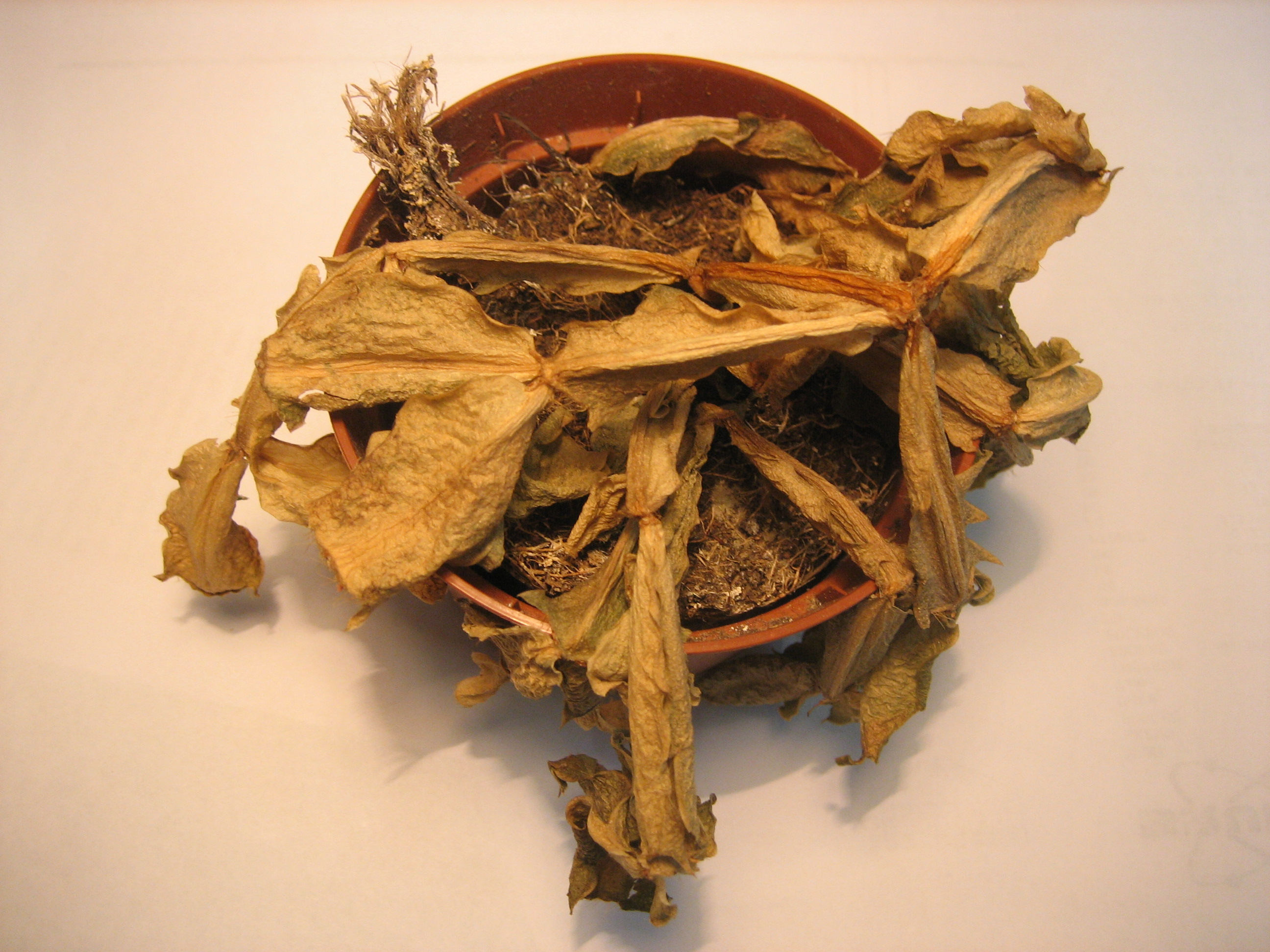
نبات مُتجذر في التربة تجاوز نقطة الذبول.

نقطة الذبول الدائم (بالإنجليزية: Permanent wilting point)‏ هي مستوى معين من الرطوبة الأرضية لا يمكن للنبات عندها أن يمتص الماء; فيذبل ويموت، ولا يمكن له أن ينتعش حتى لو توفر الماء بعد ذلك.
يختلف هذا المستوى حسب طبيعة التربة، ففي الترب الطينية تحدث نقطة الذبول عند مستويات أعلى منها في الترب الرملية، وذلك بسبب قوة شد حبيبات الطين للماء، فتجعلها صعبة المنال بالنسبة للنبات.